# V357 Весов
V357 Весов (лат. V357 Librae) — одиночная переменная звезда в созвездии Весов на расстоянии (вычисленном из значения параллакса) приблизительно 14380 световых лет (около 4409 парсеков) от Солнца. Видимая звёздная величина звезды — от +14,7m до +13,8m.

## Характеристики
V357 Весов — пульсирующая переменная звезда типа RR Лиры (RRAB).